# Panyingkiran (Rawamerta)
Panyingkiran is een bestuurslaag in het regentschap Karawang van de provincie West-Java, Indonesië. Panyingkiran telt 5311 inwoners (volkstelling 2010).